# Казей, Марат Иванович
Мара́т Ива́нович Казе́й (бел. Мара́т Іва́навіч Казе́й; 10 октября 1929, Станьково, Минский округ — 11 мая 1944, Хоромицкие, Минская область) — советский и белорусский пионер-герой, юный красный партизан-разведчик, Герой Советского Союза (1965, посмертно).

## Биография
Марат Казей родился 10 октября 1929 года в деревне Станьково Дзержинского района.
Отец Марата — Иван Георгиевич Казей — коммунист, активист, прослужил 10 лет на Балтийском флоте. Проходил военную службу на линкоре «Марат», в честь которого назвал сына Маратом. Затем работал на Дзержинской машинно-тракторной станции, возглавлял курсы подготовки трактористов, был председателем товарищеского суда. В 1935 году был арестован за вредительство, посмертно реабилитирован в 1959 году.
Мать Анна Александровна Казей тоже была активисткой, входила в избирательную комиссию по выборам в Верховный Совет СССР. Как и муж, подвергалась репрессиям, дважды арестовывалась по обвинению в троцкизме, но была отпущена. Несмотря на аресты, продолжала активно поддерживать Советскую власть. Во время Великой Отечественной войны прятала у себя раненых партизан и лечила их, за что в 1942 году была повешена немцами в Минске.
После смерти матери Марат со старшей сестрой Ариадной в ноябре 1942 года ушли в партизанский отряд им. 25-летия Октября.
Зимой 1943 года, когда отряд выходил из окружения, Ариадна Казей получила тяжелое обморожение ступней ног, требовалась ампутация. Было принято решение отправить её на «большую землю», но состояние ухудшалось, и ампутацию провели в полевых условиях. Ариадна была эвакуирована на самолёте только 14 июня 1943 года. Марату, как несовершеннолетнему, было предложено эвакуироваться вместе с сестрой, но он отказался и остался в отряде.
Впоследствии Марат стал разведчиком штаба 200-й партизанской бригады им. К. К. Рокоссовского под командованием комбрига Н. Ю. Баранова. Кроме разведок, участвовал в рейдах и диверсиях. За смелость и отвагу в боях награждён орденом Отечественной войны I степени, медалями «За отвагу» (будучи ранен, поднял партизан в атаку) и «За боевые заслуги».
В марте 1943 года Марат фактически спас партизанский отряд. Когда каратели взяли партизан «в клещи» у деревни Румок, именно разведчику Казею удалось прорваться сквозь «кольцо» противника и привести на помощь партизанский отряд им. Д. А. Фурманова, который находился в семи километрах от окружённых партизан.
В декабре 1943 года в бою на Слуцком шоссе Марат Казей добыл ценные документы неприятеля — военные карты и планы гитлеровского командования.

## Последний бой

Памятник Марату Казею, Минск, 1984 г.

Возвращаясь из разведки, Марат и начальник разведки штаба партизанской бригады Ларин Михаил Степанович на лошадях ранним утром приехали в деревню Хоромицкие, где они должны были встретиться со связным партизан Виктором Кухаревичем. Ларин направился к связному, а Марат зашёл отдохнуть к своим знакомым Аксенчикам. Менее чем через полчаса раздались выстрелы. Деревню окружила цепь гитлеровцев из состава карательной зондеркоманды дивизии СС «Дирлевангер» и полицаев. В начавшейся перестрелке Ларин погиб почти сразу. Марату удалось добраться до кустарника у опушки леса, там он и принял бой. Держа оборону, отстреливался до последнего патрона, а потом взял в руки своё последнее оружие — две гранаты. Одну бросил в немцев, а вторую оставил. Немцы, несмотря на потери, хотели взять его живым. Второй гранатой, когда они подошли совсем близко, подорвал себя вместе с ними. По другой версии Марат сознательно подорвал только себя, чтобы не дать повода гитлеровцам к карательной операции в деревне Хоромицкие.
За проявленный героизм в борьбе с немецко-фашистскими захватчиками Указом Президиума Верховного Совета СССР от 8 мая 1965 года Казею Марату Ивановичу присвоено звание Героя Советского Союза (посмертно) — через 21 год после гибели.
До 1946 года могила Марата находилась на месте его гибели. В 1946 году тело Марата Казея с воинскими почестями перезахоронено в его родной деревне Станьково (Дзержинский район, Минская область). Могила Марата Казея —  Историко-культурная ценность Республики Беларусь, .

## Награды и звания

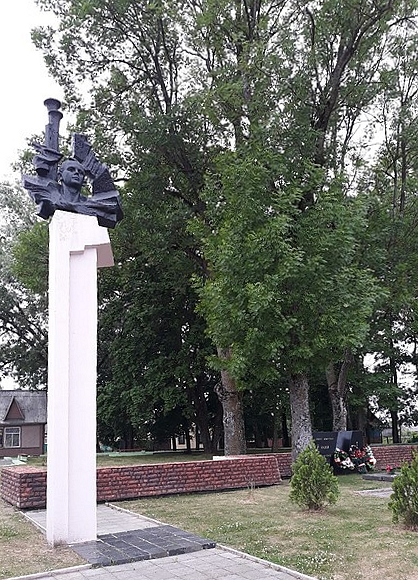
Памятник Герою Советского Союза Марату Казею в деревне Станьково

- Медаль «Золотая Звезда» Героя Советского Союза (08.05.1965)
- Орден Ленина (08.05.1965)
- Орден Отечественной войны I степени
- Медаль «За отвагу»
- Медаль «За боевые заслуги»

## Память
- Первый памятник Марату был установлен на месте его гибели, на опушке леса. На нём написано: «Здесь 11 мая 1944 года погибли партизаны Марат Казей и Ларин».
- В Минске:

- Сквер Марата Казея (бывший Пионерский сквер, переименован в 1960 году).
- Памятник Марату Казею, изображающий юношу за мгновение до геройской смерти (возведён в 1959 году по проекту скульптора С. Селиханова и архитектора В. Волчека на средства, собранные пионерами).

Памятник Марату Казею в санатории «Алые Паруса» близ села Ягодное, Самарская область

- Копия памятника находится в Белорусском государственном музее истории Великой Отечественной войны (Минск).
- Памятник Марату Казею несколько раз появляется в телесериале «Чёрная кровь» (2017).

- Улица Марата Казея в Октябрьском районе Минска.
- Во дворе гимназии № 25 имени Риммы Шершневой установлен бюст (улица Седова, 3).

- Детский оздоровительный лагерь имени Марата Казея РУП «Производственное объединение «Белоруснефть» (Гомельская область, Речицкий район, остановочный пункт Горваль). Там же установлен бюст Герою.
- В деревне Станьково (Дзержинский район, Минская область) Марату Казею установлен памятный обелиск[10] (открыт в октябре 1958 года), там же его именем названа улица и местная школа.
- По решению Глубокского райкома комсомола пионерской дружине средней школы № 2 г. Глубокое присвоено имя пионера-героя Марата Казея.
- В Дзержинске (Минская область) на Аллее Героев на площади Дзержинского установлен памятный знак[11].
- В поселении Орешники (Завьяловский район, Удмуртия) на территории детского оздоровительного лагеря «Лесная сказка» установлен бюст Марата Казея[12].
- В селе Сновянка (Черниговский район, Черниговская область, Украина) на территории детского оздоровительного лагеря «Электроник» установлен бюст Марата Казея[13].
- В селе Ягодное, близ Тольятти, на территории бывшего пионерского лагеря «Алые паруса» установлен памятник Марату Казею.
- В Москве на территории Выставки достижений народного хозяйства у входа в павильон № 8 установлен бюст работы скульптора Наума Конгисера.
- Марат Казей послужил прототипом персонажа российско-японско-канадского анимационного фильма в жанре фэнтези «Первый отряд».
- В Симферополе на Аллее Героев в Детском парке, в числе прочих, установлен памятник Марату Казею.
- Именем Марата Казея в 1968 году был назван грузовой теплоход ДВМП.
- О подвиге Марата Казея несколько книг для детей написал Вячеслав Морозов.
- В 2015 году барельеф Марата Казея установлен на Аллее пионеров-героев (Ульяновск)[14].
- В Краснодаре есть улица имени Марата Казея
- Имя Марата Казея присвоено одной из улиц Глубокого[15].
- Имя Марата Казея присвоено одной из улиц Могилёва (бел. вуліца Мара́та Казе́я; рус. улица Мара́та Казе́я)[16].